# Kakegurui
Kakegurui (賭ケグルイ) é uma série de manga shōnen escrita por Homura Kawamoto e ilustrada por Tōru Naomura, que é publicada na revista Gangan Joker da editora Square Enix desde 2014. Uma obra derivada intitulada, Kakegurui Twin (賭ケグルイ双, Kakegurui tsuin), começou a ser publicada na Gangan Joker em 2015. Uma adaptação em anime feita pelo estúdio MAPPA foi exibida no Japão entre 1 de julho de 2017 e 26 de março de 2019, e uma série de drama japonês foi transmitida entre 15 de janeiro e 19 de março de 2018.

## Sinopse
A história se passa na Academia Privada Hyakkaou, uma escola de elite de alta classe que abriga os filhos das pessoas mais ricas e influentes do Japão e futuros líderes e profissionais entre o corpo discente. No entanto, a hierarquia do aluno nesta escola não é determinada pelo desempenho acadêmico ou capacidade atlética, mas sim pelas apostas.
Os alunos são classificados por suas contribuições monetárias enviadas ao conselho estudantil, aqueles que ganham ganham popularidade, prestígio e conexões, enquanto aqueles que perdem e se endividam e tornam-se escravos, "animais domésticos", apelidado de "Totó" ou "Gata Vira-lata" dependendo do gênero e é identificado com uma etiqueta semelhante a um colar em volta do pescoço. Os animais de estimação que não conseguirem saldar suas dívidas até a formatura recebem "Cronograma de Vida", que ditam seu futuro à medida que pagam suas dívidas com a vida.

## Personagens

### Protagonistas
- Yumeko Jabami (蛇喰 夢子, Jabami Yumeko)[1][2][3]

Voz de: Saori Hayami (japonês); Bruna Laynes (português) 
Intérprete: Minami Hamabe
Uma aluna novata que aparenta ser bonita à primeira vista, mas ela gosta mesmo é de correr riscos em suas apostas, logo de inicio ela consegue 3 bilhões em sua primeira aposta na escola privada Hyakkaou.
- Ryōta Suzui (鈴井 涼太, Suzui Ryōta)[1][2][3]

Voz de: Tatsuya Tokutake (japonês); Fabrício Vila Verde (português) 
Intérprete: Mahiro Takasugi
Colega de classe de Yumeko, um bichinho de estimação "totó". Jabami o ajuda a extinguir suas dividas, a partir daí ele ficou fascinado como ela jogava.
- Mary Saotome (早乙女 芽亜里, Saotome Meari)[1][2][3]

Voz de: Minami Tanaka (japonês); Ana Elena Bittencourt (português)
Intérprete: Aoi Morikawa
Colega de classe de Yumeko, ela é bastante orgulhosa e inicialmente hostil, sua amizade com a Jabami surgiu através dos jogos. Ela é também a protagonista do mangá spin-off Kakegurui Twin.

### Conselho Estudantil
- Kirari Momobami (桃喰 綺羅莉, Momobami Kirari)[5][2]

Voz de: Miyuki Sawashiro; Luísa Viotti (português)
Intérprete: Elaiza Ikeda
Kirari é a 100ª Presidente do conselho estudantil, atualmente é a líder do clã Momobami. Ela que implantou para escola privada Hyakkaou o sistema de apostas.
- Ririka Momobami (桃喰 リリカ, Momobami Ririka)[2]

Voz de: Miyuki Sawashiro (japonês); Luísa Viotti (primeira temporada), Taís Feijó (segunda temporada) (português)
Intérprete: Maiki Kimura (com máscara), Elaiza Ikeda (sem máscara)
Ririka é uma garota misteriosa, possui a mesma cor de cabelo de Kirari Momobami, e usa uma máscara para esconder sua face, ela é a vice presidente do conselho e irmã gêmea da Kirari.
- Sayaka Igarashi (五十嵐 清華, Igarashi Sayaka)[7][2][3]

Voz de: Ayaka Fukuhara; Erika Menezes (Kakegurui), Gabriela Medeiros (Kakegurui Twin) (português)
Intérprete: Yurika Nakamura
Secretária do conselho estudantil e estudante do segundo ano, Sayaka anda sempre ao lado da presidente, Kirari Momobami, ela tem o desejo de se tornar a próxima líder do conselho estudantil.
- Kaede Manyūda (豆生田 楓, Manyūda Kaede)[8][2][3]

Voz de: Tomokazu Sugita (japonês); Cafi Balloussier (português)
Intérprete: Taishi Nakagawa
Tesoureiro do conselho estudantil, Kaede é um estrategista e tem um forte senso de poder, até enfrentar Yumeko Jabami.
- Itsuki Sumeragi (皇 伊月, Sumeragi Itsuki)[9][2][3]

Voz de: Yūki Wakai (japonês); Pamella Rodrigues (português)
Intérprete: Ruka Matsuda
Vice-presidente da principal fabricante de brinquedos do Japão, se tornou membra do conselho estudantil na primeira série, por fazer inúmeras doações.
- Runa Yomozuki (黄泉月 るな, Yomozuki Runa)[7][2][3]

Voz de: Mayu Udono (japonês); Carol Kapfer (português)
Intérprete: Mito Natsume
Estudante do terceiro ano, Runa tem aparência e um temperamento infantil, além do conselho estudantil, ela é a presidente do comitê Eleitoral.
- Midari Ikishima (生志摩 妄, Ikishima Midari)[10][2][3]

Voz de:Mariya Ise (japonês); Helena Palomanes (português)
Intérprete: Miki Yanagi
Estudante do terceiro ano, Midari possui dois piercing um no rosto e uma na língua, Ikishima utiliza um tapa olho em razão de ter perdido uma aposta, ela adora jogar roleta-russa nela mesma. Ela é a presidente do Conselho de Embelezamento e também a protagonista do mangá spin-off Kakegurui Midari.
- Yuriko Nishinotōin (西洞院 百合子, Nishinotōin Yuriko)[10][2][3]

Voz de: Karin Nanami (japonês); Adriana Torres (português)
Intérprete: Natsumi Okamoto
Estudante do terceiro ano, Yuriko é apresentada sempre utilizando um quimono. Ela é a líder do Clube de Pesquisa de Cultura Tradicional.
- Yumemi Yumemite (夢見弖 ユメミ, Yumemite Yumemi)[2][8]

Voz de: Yū Serizawa (japonês); Aline Guioli (português)
Intérprete: Sayuri Matsumura
Yumemi é uma idol super famosa do Japão, ela tem um sonho em se tornar uma atriz de Hollywood.

### Kakegurui XX
- Rei Batsubami (× 喰 零  Batsubami Rei)

Voz de: Romi Park (japonês); Teline Carvalho (português)
Rei Batsubami é um membro das Cem Famílias Devoradoras . Em um conflito anterior, sua família foi banida do clã pela família de Kirari Momobami. Rei chegou à Hyakkaou Private Academy , agindo como uma serva para os outros membros de seu antigo clã e se identificando como um homem com uma aparência andrógina, enquanto secretamente planejava vingar a irmã de Yumeko Jabami. Rei é um personagem exclusivo do anime e se apresenta como um antagonista para a segunda temporada.
- Terano Totobami (等々喰 定楽乃 Totobami Terano)

Voz de: Megumi Han (japonês); Sylvia Salustti (português)
Terano Totobami é um membro das Cem Famílias Devoradoras que chegou à Hyakkaou Private Academy para jogar contra Kirari Momobami a fim de destroná-la da posição de presidente do conselho estudantil e, assim, escolher um novo líder do clã. Ela também é o cérebro por trás de todo o plano para derrubar Kirari, convocando outros ramos de sua família.
- Yumi Totobami (等 々 喰 ユ ミ Totobami Yumi)

Voz de: Haruno Inoue (japonês); Márcia Coutinho, Isabele Riccart (somente no episódio 7) (português)
Yumi Totobami é membro das Cem Famílias Devoradoras. Ela chegou à  Academia Privada Hyakkaou  para ajudar sua irmã, Terano Totobami com seus planos para destronar Kirari Momobami.
- Erimi Mushibami (蟲 喰 恵 利 美 Mushibami Erimi)

Voz de: Ayana Taketatsu (japonês); Hannah Buttel (português)
Erimi Mushibami é um membro das Cem Famílias Devoradoras que chegou à Academia Privada Hyakkaou para jogar contra Kirari Momobami a fim de destroná-la da posição de presidente do conselho estudantil e, assim, escolher um novo líder para seu clã. Seu ramo é especializado em tortura de negócios.
- Miyo Inbami (陰喰 三欲 Inbami Miyo)

Voz de: Yumi Uchiyama (japonês); Mariana Torres (português)
Miyo Inbami é um membro das Cem Famílias Devoradoras. Ela chegou à Hyakkaou Private Academy para jogar contra Kirari Momobami a fim de destroná-la da posição de presidente do conselho estudantil e, assim, escolher um novo líder para seu clã. As famílias de Miyo e Miri Yobami são especializadas em medicina (incluindo venenos), sendo responsáveis por um conflito entre outros ramos.
- Miri Yobami (陽喰 三理 Yōubami Miri)

Voz de: Rumi Okubo (japonês); Sofia Manso (português)
Miri Yobami é membro das Cem Famílias Devoradoras. Ela chegou à Hyakkaou Private Academy para jogar contra Kirari Momobami a fim de destroná-la da posição de presidente do conselho estudantil e, assim, escolher um novo líder para seu clã. As famílias de Miri e Miyo Inbami são especializadas no negócio de medicamentos (inclusive venenos), sendo responsáveis por um conflito entre outros ramos.
- Sumika Warakubami (和楽喰 淑光 Warakubami Sumika)

Voz de: Ayahi Takagaki (japonês); Carol Crespo (como Sumika Warakubami), Flávia Saddy (como Kawaru Natari) (português)
Sumika Warakubami é um membro das Cem Famílias Devoradoras que chegou à Academia Privada Hyakkaou para jogar contra Kirari Momobami a fim de destroná-la da posição de presidente do conselho estudantil e, assim, escolher um novo líder de seu clã. Secretamente, ela também é a atriz japonesa de maior sucesso em Hollywood, que atende pelo nome de Kawaru Natari (名 足 カ ワ ルNatari Kawaru ) a quem Yumemi Yumemite admira .
- Nozomi Komabami (狛喰 希 Komabami Nozomi)

Voz de: Sayaka Kitahara (japonês)
Nozomi Komabami é um membro das Cem Famílias Devoradoras que chegou à Academia Privada Hyakkaou para jogar contra Kirari Momobami a fim de destroná-la da posição de presidente do conselho estudantil e assim escolher um novo líder do clã.
- Miroslava Honebami (骨喰 ミラスラーヴァ Honebami Miroslava)

Voz de: Mitsuki Saiga (japonês); Miriam Ficher (português)
Miroslava Honebami é um membro das Cem Famílias Devoradoras. Ela chegou à Hyakkaou Private Academy para jogar contra Kirari Momobami a fim de destroná-la da posição de presidente do conselho estudantil e, assim, escolher um novo líder para seu clã. Sua filial é especializada em interrogatório e “limpeza” de negócios.
- Ibara Obami (尾 喰 茨 Obami Ibara)

Voz de: Yoshimasa Hosoya (japonês); Léo Rabelo (português)
Ibara Obami é membro das Cem Famílias Devoradoras. Ele chegou à Hyakkaou Private Academy para jogar contra Kirari Momobami, a fim de destroná-la da posição de presidente do conselho estudantil e, assim, escolher um novo líder para seu clã. Ibara é um membro do ramo da família Obami. Embora Obamis seja famoso por ser vigarista, Ibara não é bom, sendo conhecido como um saco de pancadas em sua família.
- Rin Obami (尾 喰 凛 Obami Rin)

Voz de: Akira Ishida (japonês); Felipe Drummond (português)
Rin Obami é membro das Cem Famílias Devoradoras. Ele chegou à  Hyakkaou Private Academy para jogar contra Kirari Momobami a fim de destroná-la da posição de presidente do conselho estudantil e, assim, escolher um novo líder para seu clã. Seu ramo é amplamente conhecido por ser bons vigaristas.

### Kakegurui Twin
- Tsuzuya Hanatemari (花手毬 つづら Hanatemari Tsuzura)

Voz de: Rina Honnizumi (japonês); Natália Alves (português)
- Yukimi Togakushi (戸隠 雪見 Togakushi Yukimi)

Voz de: Yō Taichi (japonês); Amanda Manso (português)

## Mídia

### Mangá
Em 2014, Homura Kawamoto e Tōru Naomura iniciaram a publicação do mangá na revista antológica Gangan Joker da editora Square Enix. Em 2015, a editora Yen Press adquiriu os direitos de publicação do mangá na América do Norte, durante a convenção de anime Anime Expo, em Los Angeles.

##### Volumes
| - 1. A Girl Named Yumeko Jabami - 2. A Boring Girl - 3. The Slit-Eyed Girl - 4. The Crazed Girls of Hyakkaou Academy |

| - 5. The Girl Who Is Now a Housepet - 6. The Girls Fighting Their Way Back Up - 7. The Lying Girl - 8. The Girl Is Human Again - 9. The Girl's Resistance |

| - 10. Inviting Girl - 11. Excited Girl - 12. Open Girl - 13. Delighted Girl - 14. Ideal Girl - 15. Overpowering Girl - 16. Refusing Girls |

| - 17. "The Loving Girl" - 18. "The Targeted Girl" - 19. "The Dreaming Girl" - 20. "Perfectly Trained Girl" - 21. "Dream Singing Girl" |

| - 22. "The Sovereign Girl" - 23. "The Selective Girl" - 24. "The Manipulated Girl" - 25. "The Whispering Girl" - 26. "The Revealing Girl" - 27. "The Effusing Girl" |

| - 28. "The Passing Girl" - 29. "The Witnessing Girl" - 30. "The Offering Girl" - 31. "The Enthralled Girl" - 32. "The Clinging Girl" - 33. "The Logical Girl" |

| - 34. "Shine, Girls" - 35. "Clan Girl" - 36. "Confronting Girls" - 37. "Attempted Girl" - 38. "Enraged Girls" |

| - 39. "Selfless Girl" - 40. "Enclosing Girl" - 41. "Do Not Touch This Girl" - 42. "Tuned-in Girls" - 43. "Weakened Girl" |

| - 44. "Squirming Girls" - 45. "Resolute Girl" - 46. "Tempted Girl" - 47. "Traitorous Girl" - 48. "Pursued Girl" - 49. "Resolute Girl" |

| - 50. "Changing Girl" - 51. "Harmonious Girl" - 52. "Singing Girls" - 53. "All-Or-Nothing Girls" - 54. "Wavering Girl" - 55. "Hollywood-Star Girl (Parte 1)" - 56. "Hollywood-Star Girl (Parte 2)" |

| - 57. "Predicting Girl" - 58. "Immoral Girl" - 59. "Deceived Girl" - 60. "Imprinted Girl" - 61. "Despising Girl" - 62. "Lie-Unraveling Girl (Parte 1)" |

| - 63. "Purchasing Girl" - 64. "Gathering Girls" - 65. "Gnawing Girl" - 66. "Fighting Girls" - 67. "The Girl who Only Smiles" - 68. "Yin-Yang Girl" - 69. "Yin-Yang Girls" |

| - 70. "That Girl" - 71. "Steady Girl" - 72. "Fearful Girl" - 73. "The Will of the Girls" - 74. "Entangled Girl" - 75. "Harvesting Girl" |

| - 76. "Twin Girls" - 77. "Genuine Girls" - 78. "Selecting Girl" - 79. "Docile Girl" - 80. "Happy Girl (Part 1)" - 80.5. "Happy Girl (Part 2)" - 81. "Sure-win Girl" - 82. "Dazzling Girl" |

| - 83. "The Identical Girls (Part 1)" - 83.5. "The Identical Girls (Part 2)" - 84. "The Meddlesome Girls" - 85. "The Ecstatic Girl" - 86. "The Forcing Girl" - 87. "The Becoming Girl" - 88. "The Upright Girl (Part 1)" - 88.5. "The Upright Girl (Part 2)" |

| - 89. "The World-Destroying Girl (Part 1)" - 89.5. "The World-Destroying Girl (Part 2)" - 90. "The Outbidding Girl" - 91. "The Two Girls" - 92. "Sisters - 93. "The Overeager Girl" - 94. "The Unforeseen Girl (Part 1)" - 94.5. "The Unforeseen Girl (Part 2)" - 95. "The Compulsive Girls" |

### Spin-offs
Uma série spin-off intitulada Kakegurui Twin, focada na Mary Saotome antes da história principal, é escrita por Kawamoto e ilustrado por Kei Saiki. É serializado na revista Gangan Joker da editora Square Enix desde 21 de setembro de 2015. O mangá foi licenciado pela Yen Press nos Estados Unidos. Um spin-off em quadrinhos de 4 painéis de comédia intitulado Kakegurui (Kakkokari), foi lançado na Gangan Joker em 22 de dezembro de 2016. Os capítulos são colecionados e publicados pela Square Enix em volumes tankōbon individuais. O primeiro volume foi publicado em 22 de junho de 2017 e nove volumes foram lançados a partir de 21 de outubro de 2021. Um outro spin-off intitulado Kakegurui Midari, que foca na personagem Midari Ikishima, foi escrita por Kawamoto e ilustrado por Yūichi Hiiragi. Foi serializado no aplicativo da Square Enix Manga UP! de 21 de fevereiro de 2017 até 19 de maio de 2020. A Square Enix compilou os capítulos em quatro volumes tankōbon.

### Anime
A série de anime produzida pelo estúdio MAPPA foi transmitida entre 1 de julho e 23 de setembro de 2017 na Tokyo MX, MBS e outros canais televisivos. A primeira temporada foi realizada por Yuichiro Hayashi e escrita por Yasuko Kobayashi, e as personagens foram desenhadas por Manabu Akita. A banda sonora foi composta por Technoboys Pulcraft Green-Fund. O tema de abertura, "Deal with the Devil", foi interpretado por Tia, e o tema de encerramento, "LAYon-theLINE", foi interpretado por D-Selections. Um encerramento especial, "Russian Roulette of Love", foi interpretado por Saori Hayami e Yū Serizawa, dubladoras da Yumeko Jabami e da Yumemi Yumemite, no episódio 9. A série foi exibida nos países lusófonos através de fluxo de média pela Netflix.
A segunda temporada intitulada Kakegurui ×× foi ao ar de 8 de janeiro a 26 de março de 2019 pelos canais MBS, TV Aichi e outros, com mesmo elenco e produção, Kiyoshi Matsuda se juntou a Yuichiro Hayashi como diretor para essa temporada. A música tema de abertura foi "Kono Yubi Tomare" ([コ ノ ユ ビ ト マ レ] Erro: {{japonês}}: o texto tem marcação itálica (ajuda)) da cantora JUNNA e a música tema de encerramento "AlegriA" é feita por D-selections. Com 12 episódios finalizado, a Netflix distribuiu para os países lusófona com dublagem em português brasileiro no dia 13 de junho de 2019.

#### Lista de Episódios
| Primeira Temporada | Primeira Temporada | Primeira Temporada     |
| #                  | Título | Exibição original      |
| ------------------ | --- | ---------------------- |
| 1                  | "Uma rapariga chamada Yumeko Jabami (Portugal) Uma garota chamada Yumeko Jabami (Brasil)" "Jabami Yumeko to Iu Onna (蛇喰夢子という女)" | 1 de julho de 2017     |
| 2                  | "Um tédio de rapariga (Portugal) Uma garota chata (Brasil)" "Tsumannai Onna (つまんない女)"                                             | 8 de julho de 2017     |
| 3                  | "A rapariga de olhos fechados (Portugal) A garota de olhos puxados (Brasil)" "Itome no Onna (糸目の女)"                                 | 15 de julho de 2017    |
| 4                  | "A rapariga que se tornou um bicho (Portugal) A garota que virou bicho (Brasil)" "Kachiku ni Natta Onna (家畜になった女)"               | 22 de julho de 2017    |
| 5                  | "A rapariga que se tornou gente (Portugal) A garota que virou gente (Brasil)" "Ningen ni Natta Onna (人間になった女)"                   | 29 de julho de 2017    |
| 6                  | "A rapariga que fez o convite (Portugal) A garota que convida (Brasil)" "Sasou Onna (誘う女)"                                           | 12 de agosto de 2017   |
| 7                  | "As raparigas que recusaram (Portugal) As garotas que se recusaram (Brasil)" "Kyozetsu-suru Onna-tachi (拒絶する女たち)"                | 19 de agosto de 2017   |
| 8                  | "A rapariga da dança do amor (Portugal) A garota que dança (Brasil)" "Aidoru Onna (愛踊る女)"                                           | 26 de agosto de 2017   |
| 9                  | "A rapariga que sonha (Portugal) A garota sonhadora (Brasil)" "Yumemiru Onna (夢見る女)"                                                | 2 de setembro de 2017  |
| 10                 | "A rapariga que escolhe (Portugal) A garota que escolhe (Brasil)" "Sentaku suru Onna (選択する女)"                                      | 9 de setembro de 2017  |
| 11                 | "A rapariga capaz de apostar a vida (Portugal) A garota que arriscaria a vida (Brasil)" "Jinsei o kakeru Onna (人生を賭ける女)"         | 16 de setembro de 2017 |
| 12                 | "A rapariga viciada no jogo (Portugal) A mulher que jogava compulsivamente (Brasil)" "Kakegurui no Onna (賭ケグルイの女)"               | 23 de setembro de 2017 |

| Segunda Temporada | Segunda Temporada | Segunda Temporada       |
| #                 | Título | Exibição original       |
| ----------------- | --- | ----------------------- |
| 1 (13)            | "A rapariga viciada no jogo (Portugal) As garotas que jogam compulsivamente (Brasil)" "Futatabi kakeguru'u onna-tachi (再ビ賭ケ狂ウ女タチ)" | 8 de janeiro de 2019    |
| 2 (14)            | "As raparigas do clã Momobami (Portugal) As garotas do clã Momobami (Brasil)" "Momobami Ichizoku no Onna-tachi (百喰一族の女たち)"          | 15 de janeiro de 2019   |
| 3 (15)            | "A rapariga intocável (Portugal) A garota intocável (Brasil)" "Kono onna fureru bekarazu (この女触れるべからず)"                            | 22 de janeiro de 2019   |
| 4 (16)            | "As raparigas em sintonia (Portugal) As garotas conectadas (Brasil)" "Tsūjiru onna-tachi (通じる女たち)"                                    | 29 de janeiro de 2019   |
| 5 (17)            | "A rapariga em mudança (Portugal) A garota que está mudando (Brasil)" "Tsūjiru onna-tachi (かわる女)"                                       | 5 de fevereiro de 2019  |
| 6 (18)            | "A rapariga de Hollywood (Portugal) A garota de Hollywood (Brasil)" "Hariuddo Sutā no Onna (ハリウッドスターの女)"                          | 12 de fevereiro de 2019 |
| 7 (19)            | "A rapariga traiçoeira (Portugal) A garota traidora (Brasil)" "Uragiri no Onna (裏切りの女)"                                                | 19 de fevereiro de 2019 |
| 8 (20)            | "A rapariga que não vai perder (Portugal) A garota imbatível (Brasil)" "Makenai Onna (負けない女)"                                          | 26 de fevereiro de 2019 |
| 9 (21)            | "A rapariga ao lado dela (Portugal) A garota sempre presente (Brasil)" "Hata no Onna (傍の女)"                                              | 5 de março de 2019      |
| 10 (22)           | "A rapariga lógica (Portugal) A garota lógica (Brasil)" "Ri no Onna (理の女)"                                                               | 12 de março de 2019     |
| 11 (23)           | "A rapariga com o X (Portugal) A garota problema (Brasil)" "Batsu o seou Onna (×を背負う女)"                                                | 19 de março de 2019     |
| 12 (24)           | "A rapariga sem nada (Portugal) A garota zero (Brasil)" "Rei no Onna (零の女)"                                                              | 26 de março de 2019     |

Uma adaptação em anime do mangá spin-off Kakegurui Twin foi anunciado em 8 de novembro de 2021 durante o Netflix Festival Japan 2021. É produzido pelo estúdio MAPPA e foi lançado mundialmente na Netflix no dia 4 de agosto de 2022.
| Primeira Temporada | Primeira Temporada                                                                           |                     |
| #                  | Título                                                                                       | Exibição original   |
| ------------------ | -------------------------------------------------------------------------------------------- | ------------------- |
| 1                  | "Uma garota chamada Mary Saotome (Brasil)" "Saotome Meari to Iu Onna (早乙女芽亜里という女)" | 4 de agosto de 2022 |
| 2                  | "Uma garota interessante (Brasil)" "Nerawareru Onna (狙われる女)"                            | 4 de agosto de 2022 |
| 3                  | "A garota traidora (Brasil)" "Uragiri no Onna (裏切りの女)"                                  | 4 de agosto de 2022 |
| 4                  | "A confissão da garota (Brasil)" "Kokuhaku Suru Onna-tachi (告白する女たち)"                 | 4 de agosto de 2022 |
| 5                  | "Uma garota honesta (Brasil)" "Jitchoku na Onna (実直な女)"                                  | 4 de agosto de 2022 |
| 6                  | "Uma garota de princípios (Brasil)" "Aragau Onna (抗う女)"                                   | 4 de agosto de 2022 |

### Drama japonês
A adaptação da série com atores reais foi anunciada a 21 de novembro de 2017. O drama japonês estreou-se na Mainichi Broadcasting System a 14 de janeiro 2018, e na programação Dramaism da Tokyo Broadcasting System a 16 de janeiro de 2018. O tema de abertura intitulado "Ichi ka Bachi ka" (一か八か) foi interpretado por Re:versed, e o tema de encerramento "Strawberry Feels" foi interpretado por BIGMAMA. O drama japonês foi realizado por Tsutomu Hanabusa, e exibido nos países lusófonos pela Netflix em maio de 2018. Uma segunda temporada foi ao ar em 1º de abril de 2019 seguindo a metade da primeira temporada do anime. O tema de abertura é a mesma da primeira temporada só que desta vez cantado por PassCode, e o tema de encerramento "Mummy mummy" foi interpretado por BIGMAMA. Uma canção inserida chamada "Meguri Megutte in your pocket" foi cantada pela atriz da Yumemi Yumemite, Sayuri Matsumura.
Uma adaptação em web série live action baseada no mangá spin-off Kakegurui Twin foi transmitida na Amazon Prime de 26 de março a 16 de abril de 2021. A série foi dirigida por Tsutomu Hanabusa e estrelada por Aoi Morikawa como Mary Saotome.

### Filme live action
Um filme em live action foi lançado em 3 de maio de 2019 contendo o mesmo elenco e equipe de produção. A cantora popular Soraru cantou a música tema "I Fake Me". Uma sequência foi anunciada no dia 29 de agosto de 2020 com previsão de lançamento em 2021 e terá uma história original e o mesmo elenco foi confirmado. No dia 10 de dezembro de 2020, saiu o poster e a data de estreia da sequência intitulado Eiga Kakegurui Parte 2 previsto para maio de 2021. Foi ainda anunciado um recém membro do elenco: Ryūsei Fujii que vai interpretar Makuro Shikigami.

## Recepção
Até fevereiro de 2019, foram vendidas cinco milhões de cópias do mangá.

### Mangás
- «Sítio oficial do manga» (em japonês)
- Kakegurui (mangá) na enciclopédia do Anime News Network (em inglês)
- Kakegurui Twins (mangá) na enciclopédia do Anime News Network (em inglês)

### Anime
- «Sítio oficial da série de televisão» (em japonês)
- Kakegurui (anime) na enciclopédia do Anime News Network (em inglês)
- Kakegurui(TV 2) (anime) na enciclopédia do Anime News Network (em inglês)